# Agelasta annamensis
Agelasta annamensis är en skalbaggsart som först beskrevs av Stefan von Breuning 1938.  Agelasta annamensis ingår i släktet Agelasta och familjen långhorningar. Inga underarter finns listade i Catalogue of Life.